# Критика религии бахаи
Критика, с которой сталкивается религия бахаи, значительно различается в разных регионах мира. Распространение религии бахаи на Ближнем Востоке и последующее продвижение на Запад породили множество полемических работ, направленных против данной религии. Многие христианские и исламские авторы (например, Джон Анкерберг) критиковали её историю, основателей, институты, учения и использование пророчеств.

## Со стороны либерализма
На Западе либералы критикуют религию бахаи за некоторые консервативные социальные практики, в частности, за запрет на добрачные или однополые отношения для своих последователей. Западные учёные-религиоведы критикуют требование бахаи проходить рецензирование перед публикацией работ о религии и недопуск женщин во Всемирный Дом Справедливости. Эти проблемы могут казаться незначительными для численно доминирующей части общины бахаи, которая размещена в основном за пределами Европы и Северной Америки.

## Со стороны христианства
Христианский писатель Эдвард Стетцер отвергает религию бахаи как синкретическую смесь религий. Христианский писатель Джон Анкерберг указывает на различия между религиями, опровергая идею единства религий.

## Со стороны ислама
В Иране и других странах Ближнего Востока религию бахаи продолжают критиковать за разрыв с исламом и обвинять в сговоре с западными державами, что приводит к интенсивным преследованиям и лишению гражданских прав.
Исламское богословие рассматривает Мухаммеда как Хатама ан-Набийина, последнего пророка, посланного Богом (Аллахом), а ислам — как окончательную религию для всего человечества. Утверждение Бахауллы о божественном откровении напрямую противоречит этому общепринятому толкованию ислама. Таким образом, власти в исламском мире отвергают религию бахаи и считают бахаи вероотступниками, если они были мусульманами до обращения. Учение Бахауллы о равенстве мужчин и женщин и о том, что рабство должно быть запрещено, были спорными идеями на Ближнем Востоке в XIX веке, что привело к попыткам разгромить его движение.
Государственные власти Ирана, постоянно обвиняют бахаи в том, что они — агенты или шпионы Российской империи, Британской империи, свергнутой династии, Соединённых Штатов Америки или сионизма. Каждое из этих обвинений было связано с противниками соответствующего режима и оправдывало антибахаистские действия. Последнее обвинение отчасти связано с присутствием Всемирного центра бахаи на севере Израиля.

## Самокритика
Религия бахаи сумела сохранить своё единство и избежала серьёзных расколов, хотя было предпринято несколько попыток создать секты. Каждая попытка раскола в религии бахаи не смогла привлечь более нескольких сотен человек и со временем сошла на нет. Последователи таких отколовшихся групп отвергаются большинством бахаистов и не считаются единоверцами.